# Championnat d'Europe de futsal de l'UEFA
Cet article concerne la compétition organisée selon les règles FIFA. Pour celle organisée selon les règles AMF, voir Championnat d'Europe masculin de futsal (UEFS).
Le Championnat d'Europe de futsal est la plus importante compétition masculine européenne de futsal entre nations. Créé en 1995, il est organisé par l'UEFA depuis 1998. 

## Histoire

### Genèse du futsal à l'UEFA (années 1970-1980)
En 1974, le comité exécutif de l’UEFA crée sa Commission du football d’intérieur et du football féminin dans l’espoir de standardiser la discipline, jouée aussi bien à cinq contre cinq qu’à huit contre huit, sur des terrains de différentes dimensions avec des ballons de tailles différentes. Sans parler des règles hétérogènes qui autorisaient parfois à jouer contre les murs, parfois non. Mais il s'agit d'un échec et la commission de l’UEFA est démantelée en 1978. Seuls cinq pays d’Europe organisent alors des compétitions nationales.
En 1989, la FIFA organise son premier Championnat du monde de futsal. L’UEFA est chargée d’organiser la compétition de qualification européenne pour l'édition 1992. Ainsi, deux tournois de cinq équipes chacun ont lieu en Espagne et en Italie.
En 1993, seules treize associations membres de l’UEFA ont mis en place des championnats de futsal nationaux. Après un état des lieux du futsal en Europe, l’UEFA organise les éliminatoires européens pour le Championnat du monde 1996 durant l’automne 1995. En janvier 1996, un tournoi sur invitation regroupant les équipes qualifiées pour le Mondial en fin d'année a lieu à Cordoue. Ce Championnat d'Europe de futsal 1996 constitue la genèse de l’Euro de futsal de l’UEFA.

### Débuts du championnat d'Europe (1995-1999)
Le 23 octobre 1995, l’Ukraine bat la Yougoslavie 9-5 dans le premier match comptant pour les qualifications d'un Euro de futsal.
Les qualifications dégagent six sélections nationales pour la phase finale à Cordoue, parmi les 17 participants. Le 8 janvier 1996, l'Espagne et la Belgique donne le coup d'envoi du premier match de phase finale du tournoi de futsal de l'UEFA, alors une compétition expérimentale. L'Espagne, pays hôte, bat la Russie en finale (5-3) et remporte le premier trophée. Satisfait du succès du tournoi, le comité exécutif de l’UEFA décide, en 1997, de mettre en place un Championnat d’Europe de futsal de l’UEFA à part entière, tous les deux ans.
En 1999, le premier championnat officiel de l'UEFA a lieu à Grenade, toujours en Espagne. La Russie prend sa revanche avec un succès aux tirs au but à la suite d’un nul 3-3 sur les organisateurs. Konstantin Eremenko inscrit onze buts en phase finale, un record qui tient encore en 2022.

### Hégémonie de l'Espagne (2001-2016)
Entre 2001 et 2016, le futsal européen est dominé par l'Espagne. La sélection ibérique remporte pas moins de 6 titres sur les 8 éditions disputées. Elle laissera le titre par 2 fois à l'Italie en 2003 et 2014. 

### Domination du Portugal (depuis 2018)
Lors de la 11e édition qui a eu lieu en Slovénie, dans l'Arena Stožice de Ljubljana,le Portugal remporte son premier titre continental en battant l'Espagne en finale 3-2 après prolongation. La star portugaise Ricardinho finira meilleur joueur et meilleur buteur (7 buts) du tournoi. La Russie complète le podium en battant 1-0 le Kazakhstan.
Lors de l'édition 2022, le Portugal confirme sa domination sur la scène européenne en conservant son titre aux dépens de la Russie. Menés 2-0 à la mi-temps, le Portugal renverse la sélection russe et s'impose finalement 4-2. La nouvelle pépite de la sélection portugaise Zicky Té finira meilleur joueur du tournoi. L'Espagne complète le podium en battant 4-1 l'Ukraine.

## Organisation
La phase finale compte huit équipes de 1999 à 2010.
La phase finale de 2022 aux Pays-Bas est précédée d'un nouveau format de qualification. Cinquante associations de l'UEFA participent à ce nouveau format.
La compétition passant sur un rythme quadriennal et accueille désormais seize équipes.

## Palmarès

### Par édition
| Édition | Champion     | Vice-Champion | Troisième           | Meilleur joueur | Meilleur(s) buteur(s)              | Participants |
| ------- | ------------ | ------------- | ------------------- | --------------- | ---------------------------------- | ------------ |
| 1996    | Espagne      | Russie        | Belgique            | Paulo Roberto   | Eremenko                           | 6            |
| 1999    | Russie       | Espagne       | Italie              | Eremenko        | Eremenko (2)                       | 8            |
| 2001    | Espagne (2)  | Ukraine       | Russie              | Javi Sánchez    | Koridze                            | 8            |
| 2003    | Italie       | Ukraine       | Espagne et Tchéquie | Bácaro          | Koridze (2)                        | 8            |
| 2005    | Espagne (3)  | Russie        | Italie              | L. Amado        | Nando Grana                        | 8            |
| 2007    | Espagne (4)  | Italie        | Russie              | Ricardinho      | Cirilo, Daniel, Rajić              | 8            |
| 2010    | Espagne (5)  | Portugal      | Tchéquie            | Javi Rodríguez  | Assis, Jade, J. Rodríguez, Queirós | 12           |
| 2012    | Espagne (6)  | Russie        | Italie              | Kike            | Torras                             | 12           |
| 2014    | Italie (2)   | Russie        | Espagne             | G. Lima         | Eder Lima                          | 12           |
| 2016    | Espagne (7)  | Russie        | Kazakhstan          | Miguelín        | Miguelín, Rivillos                 | 12           |
| 2018    | Portugal     | Espagne       | Russie              | Ricardinho (2)  | Ricardinho                         | 12           |
| 2022    | Portugal (2) | Russie        | Espagne             | Zicky Té        | Birzhan Orazov                     | 16           |
| 2026    |              |               |                     |                 |                                    | 16           |

### Bilan par nation
| Rang | Équipe     | Édition remportée                             | Deuxième place                         | Troisième place       |
| ---- | ---------- | --------------------------------------------- | -------------------------------------- | --------------------- |
| 1    | Espagne    | 7 · 1996*, 2001, 2005, 2007, 2010, 2012, 2016 | 2 · 1999*, 2018                        | 3 · 2003, 2014, 2022  |
| 2    | Italie     | 2 · 2003*, 2014                               | 1 · 2007                               | 3 · 1999, 2005, 2012  |
| 3    | Portugal   | 2 · 2018, 2022                                | 1 · 2010                               | -                     |
| 3    | Russie     | 1 · 1999                                      | 6 · 1996, 2005, 2012, 2014, 2016, 2022 | 3 · 2001*, 2007, 2018 |
| 5    | Ukraine    | -                                             | 2 · 2001, 2003                         | -                     |
| 6    | Tchéquie   | -                                             | -                                      | 2 · 2003, 2010        |
| 7    | Kazakhstan | -                                             | -                                      | 1 · 2016              |
| 8    | Belgique   | -                                             | -                                      | 1 · 1996              |

* = Pays hôte

## Statistiques et records

### Joueurs les plus titrés
| Nom        | Titres | Éditions remportées          |
| ---------- | ------ | ---------------------------- |
| Luis Amado | 5      | 2001, 2005, 2007, 2010, 2012 |
| Kike       | 5      | 2001, 2005, 2007, 2010, 2012 |

### Meilleurs joueurs
À la suite de l'Euro 2022, le portugais Zicky Té est élu meilleur joueur. Il est le deuxième joueur à recevoir cette distinction officielle après son compatriote Ricardinho, qui remporte le prix en 2018.
| Édition | Meilleur joueur |
| ------- | --------------- |
| 2018    | Ricardinho (2)  |
| 2022    | Zicky Té        |

Auparavant, un joueur est nommé pour ce titre à chaque édition, mais cela ne semble pas reconnu par l'UEFA.

### Joueurs le plus capé
| Nom               | Phases finales | Phases finales et éliminatoires |
| ----------------- | -------------- | ------------------------------- |
| Ortiz             | 35             | 55                              |
| Luis Amado        | 33             | 47                              |
| Rizvan Farzaliyev | ?              | 47                              |
| Kike              | 29             |                                 |
| Sergei Abramov    | 26             |                                 |
| João Matos        | 26             | 44                              |

Au terme de l'édition 2022, le capitaine de l'Espagne Carlos Ortiz conclut son septième Euro de futsal, un record, dont quatre remportés. Il en est logiquement le joueur le plus capé (35 sélections en phase finale, 55 qualifications comprises). En quart de finale, il égale d'abord son compatriote Luis Amado avec 33 matches en phase finale.

Après la phase de poule en 2022, Rizvan Farzaliyev compte 47 sélections à l'Euro de futsal pour l'Azerbaïdjan, éliminatoires compris, à égalité avec le gardien de longue date de l'Espagne, Luis Amado.

### Meilleurs buteurs cumulés
| Nom                 | Phases finales | Phases finales et éliminatoires |
| ------------------- | -------------- | ------------------------------- |
| Ricardinho          | 22             | 32                              |
| Konstantin Eremenko | 20             | 44                              |

En quart de finale de l'Euro 2018, le Ricardinho aide le Portugal à vaincre l'Azerbaïdjan, avec un quadruplé. Une prestation qui lui permet de battre le record de Konstantin Eremenko (Russe). Avec 21 buts en phase finale, il devient le meilleur buteur de tous les temps de l'Euro (en phase finale). L'ailier portugais en marque un vingt-deuxième en finale.